# Oxydirus oxycephalus
Oxydirus oxycephalus är en rundmaskart. Oxydirus oxycephalus ingår i släktet Oxydirus och familjen Oxydiridae. Inga underarter finns listade i Catalogue of Life.